# Nina Salaman
Pauline Ruth "Nina" Salaman, nacida Davis (en hebreo: פאולינה רות ”נינה” דעויס שלמן‎ ; Friarfield House, Derby, 15 de julio de 1877-22 de febrero de 1925) fue una poeta, traductora y activista social judío británica. Además de por su poesía original, es conocida por sus traducciones al inglés de versos hebreos medievales, especialmente de los poemas de Judah Halevi, que comenzó a publicar a la edad de 16 años.
Defensora de la educación y el sufragio de las mujeres, fue miembro destacada de la Liga Judía por el Sufragio de la Mujer, la Federación de Mujeres Sionistas y la Unión de Mujeres Judías. Además fue la primera mujer en pronunciar un sermón en una sinagoga ortodoxa británica y en ser elegida presidenta de la Sociedad Histórica Judía de Inglaterra, aunque su salud en deterioro le impidió asumir el cargo.

## Biografía
La segunda de dos hijos de Louisa (nacida Jonas) y Arthur Davis. La familia de su padre eran fabricantes de instrumentos de precisión  de origen judío secular, que habían emigrado a Inglaterra desde Baviera a principios del siglo XIX. Un ingeniero civil de oficio, Arthur Davis se convirtió en un observador religioso y dominó el idioma hebreo, convirtiéndose en un hebraísta consumado conocido por su estudio de las marcas de cantilación en el Tanaj. La familia se mudó a Kilburn, Londres cuando Nina tenía seis semanas, y luego se instaló en Bayswater. Davis les dio a sus hijas una educación académica intensiva en hebreo y estudios judíos, y las llevaba regularmente a la sinagoga. Los Davis se movieron en círculos judíos eruditos, y los amigos de los padres de Nina incluían a las familias de Nathan Adler, Simeon Singer, Claude Montefiore, Solomon Schechter, Herbert Bentwich y Elkan Adler. Arthur Davis fue uno de los "Kilburn Wanderers", un grupo de intelectuales anglo-judíos que se formó alrededor de Solomon Schechter en la década de 1880, cuyos miembros se interesaron por el trabajo de Nina Salaman y la ayudaron a encontrar publicaciones para sus escritos.

### Trayectoria
La primera traducción publicada de Nina, de La canción del ajedrez de Abraham ibn Ezra, apareció en la Crónica judía el 22 de junio de 1894. Más tarde ese año, publicó un ensayo y un poema sobre "El ministro ideal del Talmud" para la Jewish Quarterly Review, entonces bajo la dirección de Claude Montefiore e Israel Abrahams, y luego continuó publicando traducciones de poesía hebrea medieval en la prensa judía. Israel Zangwill, un conocido de su padre, le proporcionó una introducción a Mayer Sulzberger de la Sociedad de Publicaciones Judías de América, que publicó sus Canciones del exilio de poetas hebreos en 1901. La colección, que atrajo la atención generalizada, incluyó traducciones de poemas de Judah Halevi, Abraham ibn Ezra, Eleazar ben Killir, Solomon ibn Gabirol, Joseph ben Samuel Bonfils y Meir de Rothenburg, así como pasajes del Talmud y Midrash Rabba.
Desde aproximadamente 1900, su padre trabajó con Herbert M. Adler, sobrino del Gran Rabino Hermann Adler, en una edición de varios volúmenes del Machzor con una traducción nueva y moderna. Nina y su hermana, Elsie, contribuyeron al trabajo, dedicándose a traducir las secciones métricas del original a poesía, mientras su padre interpretaba la prosa. El libro de oraciones del festival se publicó como Servicio de la sinagoga en 1904-1909 y se convirtió en un lugar común en las sinagogas de todo el mundo de habla inglesa.
Después de su matrimonio, Salaman continuó escribiendo en las columnas de publicaciones periódicas judías, incluidas Jewish Chronicle, Jewish Quarterly Review, Menorah Journal y Jewish Guardian.
Salaman publicó en 1916 una de las primeras traducciones al inglés de Hatikvah, y luego compuso la canción de marcha para los judíos, el regimiento judío que participó en el esfuerzo británico para apoderarse de Palestina del Imperio Otomano durante la Primera Guerra Mundial, en la que su marido trabajó como médico.

### Familia
Nina conoció al médico Redcliffe Salaman en la sinagoga New West End en julio de 1901,durante los servicios de Sabbat. Redcliffe fue uno de los doce hijos de Myer Salaman, un rico comerciante londinense de plumas de avestruz. Su familia había emigrado a Inglaterra desde Holanda o Renania en el siglo XVIII. Se comprometieron formalmente diez días después y se casaron el 23 de octubre de 1901, después de lo cual Redcliffe se trasladó temporalmente a Berlín para completar una formación avanzada en patología. Fue nombrado director del Instituto de Patología del Hospital de Londres en 1902, pero dejó de ejercer la medicina al año siguiente después de desarrollar tuberculosis pulmonar. Los Salaman pasaron el invierno de 1903-1904 en Montana-sur-Sierre y Montreux, Suiza, donde Redcliffe lentamente recuperó algo de peso. A su regreso a Inglaterra, se mudaron a una casa de campo isabelina de treinta habitaciones, Homestall, en Barley, Hertfordshire, un pequeño pueblo cerca de Cambridge.
Vivían cómodamente en un hogar kosher y observador de Sabbat con numerosos sirvientes, y regresaban a Londres con frecuencia para participar en festivales judíos y asistir a reuniones de comités. Fueron activos en la comunidad judía de Cambridge y entretuvieron a generaciones de estudiantes judíos en su casa. Salaman viajaba con frecuencia a la ciudad para usar la biblioteca de la universidad y reunirse con Israel Abrahams, lectora en la universidad de literatura talmúdica y rabínica. Como su padre antes que ella, educó personalmente a sus seis hijos en su casa de Hertfordshire hasta que fueron al internado (en Clifton College y Bedales School ), y enseñó a sus hijos a leer hebreo antes de que aprendieran a leer inglés. Un libro de poesía original aparecido en 1910 con críticas favorables, titulado Las Voces de los Ríos, que incluye un himno para el Tisha b´ Av. Al año siguiente, lanzó como libro de bolsillo para los niños judíos Apples and Honey, una colección de poesía y prosa de Benjamin Disraeli, Emma Lazarus, George Eliot, Israel Zangwill, Jessie Sampter, Leigh Hunt, Lord Byron y otros.
La obra más importante de Salaman fueron sus Selected Poems of Jehudah Halevi, el segundo de una serie de veinticinco volúmenes de clásicos judíos publicados por la Jewish Publication Society. Publicado en 1924 después de doce años de preparación, el volumen se divide en cuatro secciones (El viaje a Sion, Canciones de amor y novia, Poemas de amistad y Poemas devocionales) y contiene una introducción de Salaman sobre la vida de Halevi y su obra. La traducción se basó en el texto hebreo de la edición de Halevi de Chaim Brody, revisada por él para la colección.

### Activismo y trabajo comunitario
Además de su trabajo académico, Salaman fue vicepresidenta de la Liga Judía por el Sufragio de la Mujer, en cuyo cargo defendió el derecho de las mujeres a votar en las elecciones de la sinagoga y la educación hebrea para las niñas judías, fue miembro activo de la Federación de Mujeres Sionistas y la Unión de Mujeres Judías, y ayudó a establecer el Tottenham Talmud Torá para niñas en el norte de Londres, al que donó los derechos de autor de sus libros. También participó en varias organizaciones benéficas no judías, como el Instituto de Mujeres en Barley.  En los servicios del viernes por la noche el 5 de diciembre de 1919, se convirtió en la primera mujer en dar un sermón en una sinagoga ortodoxa británica, cuando habló en la parashá semanal, Vayishlach, a la Congregación Hebrea de Cambridge.El evento fue recibido con controversia; El gran rabino Joseph Hertz apoyó a Salaman y dictaminó que, dado que ella solo subió a la bimah después de la oración final, no se había violado ninguna ley religiosa. Salaman fue nombrada miembro del consejo de la Sociedad Histórica Judía de Inglaterra en 1918, y elegida presidenta en 1922. Sin embargo, su mala salud le impidió asumir el cargo y su esposo fue elegido en su lugar.

## Muerte y legado
Salaman murió de cáncer colorrectal en Homestall el 22 de febrero de 1925, a la edad de 47 años. El funeral se llevó a cabo tres días después en el cementerio judío de Willesden, donde el Gran Rabino ofició y pronunció un elogio, habitualmente prohibido en Rosh Hodesh excepto en el funeral de un eminente erudito. Ray Frank-Litman celebró un servicio conmemorativo estadounidense el 28 de abril, en el que Moses Jung, Jacob Zeitlin y Abram L. Sachar hicieron comentarios elogiosos. Abraham Yahuda, Herbert M. Adler, Herbert Loewe, Sir Israel Gollancz, Israel Zangwill, Norman Bentwich y otros publicaron tributos en su memoria.
Los hijos de Salaman fueron Myer Head Salaman (1902-1994), patóloga e investigadora de cáncer; Arthur Gabriel Salaman (1904-1964), médico de cabecera; Raphael Arthur Salaman (1906-1993), ingeniero; Ruth Isabelle Collet (1909-2001), pintora y grabadora y Esther Sarah Salaman (1914-2005), mezzosoprano. Un sexto hijo, Edward Michael, el hermano gemelo de Arthur, murió en 1913 a la edad de 9 años. La nieta de Salaman, Jenny Manson, es presidenta de "Jewish Voice for Labor".
Un retrato de Nina Salaman por Solomon J. Solomon fue adquirido por el Museo judío de Londres en marzo de 2007.

## Obras seleccionadas
- Salaman, Nina (1901). Songs of Exile by Hebrew Poets. London: The Jewish Historical Society of England, MacMillan.
- Service of the Synagogue, A New Edition of the Festival Prayers with an English Translation in Prose and Verse. Published under the Sanction of the Late Dr. Herman Adler, Chief Rabbi of the British Empire. London: George Routledge & Sons. 1906.
- Salaman, Nina (1910). The Voices of the Rivers. Cambridge: Bowes & Bowes.
- Salaman, Nina (1912). Jacob and Israel. Cambridge: Cambridge University Press.
- Salaman, Nina, ed. (1921). Apples and Honey: A Gift-Book for Jewish Boys and Girls. London: William Heinemann.
- Salaman, Nina (1923). Songs of Many Days. London: Elkin Mathews.
- Salaman, Nina (1924). Rahel Morpurgo and Contemporary Hebrew Poets in Italy. Sixth Arthur Davis Memorial Lecture. London: George Allen & Unwin.
- Salaman, Nina (1924). Selected Poems of Jehudah Halevi. Philadelphia: Jewish Publication Society.